# Cactusworm
De cactusworm (Priapulus caudatus) is een van de slechts negentien bekende soorten in de taxonomische indeling van de peniswormen (Priapulida). De diersoort behoort tot het geslacht Priapulus en behoort tot de familie Priapulidae. De wetenschappelijke naam van de soort werd in 1816 voor het eerst geldig gepubliceerd door de Franse natuuronderzoeker Jean-Baptiste de Lamarck. Deze soort komt ook voor in het Nederlandse deel van de Noordzee.

## Beschrijving
De cactusworm is een cilindrische niet-gesegmenteerde worm die uitgroeit tot een lengte van 15 tot 20 centimeter. Het lichaam is verdeeld in twee verschillende delen; aan de voorkant is introvert, longitudinaal geribbeld en zwaar bewapend met rijen stekels. De mond bevindt zich aan het uiteinde en is omgeven door zeven ringen, elk met vijf tanden. De introverte deel is intrekbaar in het achterlijf, een langer en breder deel van het lichaam met transversale, ringachtige markeringen. Het wordt aan de ventrale zijde beëindigd door een sterk vertakt, staartachtig aanhangsel. De voorkant van de staart wordt soms verborgen door een zwelling van de romp. Het hele dier is roze-bruin van kleur, beschikken over een stevige chitineuze huid en kunnen gedurende het gehele leven vervellen.

## Verspreiding
Deze soort heeft een wijdverbreide, noordelijke circumarctische verspreiding, en is aanwezig in New England, Oost-Canada, Groenland, IJsland, Schotland en Scandinavië, evenals Oost-Rusland, Alaska en het westen van de Verenigde Staten, en sporadisch verder naar het zuiden. Het wordt gevonden in de subtidale zone, waar het zich in zachte sedimenten nestelt. Het is overvloedig aanwezig in Auke Bay, Juneau, in Alaska, waar in de jaren tachtig een onderzoek werd uitgevoerd. Hier werden cactuswormen gevonden in het dieptebereik van 16 tot 187 meter, maar elders is het zo diep gevonden als 7500 meter.

## Voortplanting
De cactusworm heeft gescheiden geslachten met mannetjes en vrouwtjes van gelijke grootte. De gameten komen vrij in het zeewater, waar de bevruchting plaatsvindt. Er ontwikkelen zich lorica-larven, die doen denken aan corsetdiertjes, die op het sediment leven en zich vermoedelijk voeden met afval. Het duurt ongeveer twee jaar om zich tot een volgroeide worm te ontwikkelen.